# Helenactyna vicina
Helenactyna vicina är en spindelart som beskrevs av Benoit 1977. Helenactyna vicina ingår i släktet Helenactyna och familjen kardarspindlar. Inga underarter finns listade i Catalogue of Life.